# Alcalá (Tenerife)
Alcalá is een toeristische plaats in de gemeente Guía de Isora op het Spaanse eiland Tenerife met 4310 inwoners (2009). De plaats heeft verschillende kleine zwarte stranden, waarvan Playa de Alcalá het grootst is en meest centraal gelegen. Playa de Alcalá is omringd door steile rotshellingen en kan alleen bereikt worden met een trap. Iets noordelijker ligt nog een strand in het dorp, deze is beter bereikbaar. Net zuidelijk van het dorp vindt men de tevens kleine stranden Playa de Baja Larga, Playa de los Topos en Playa la Carrera. 
De kustweg TF-47 verbindt het dorp met Puerto de Santiago in noordelijke richting en Playa San Juan in zuidelijke.

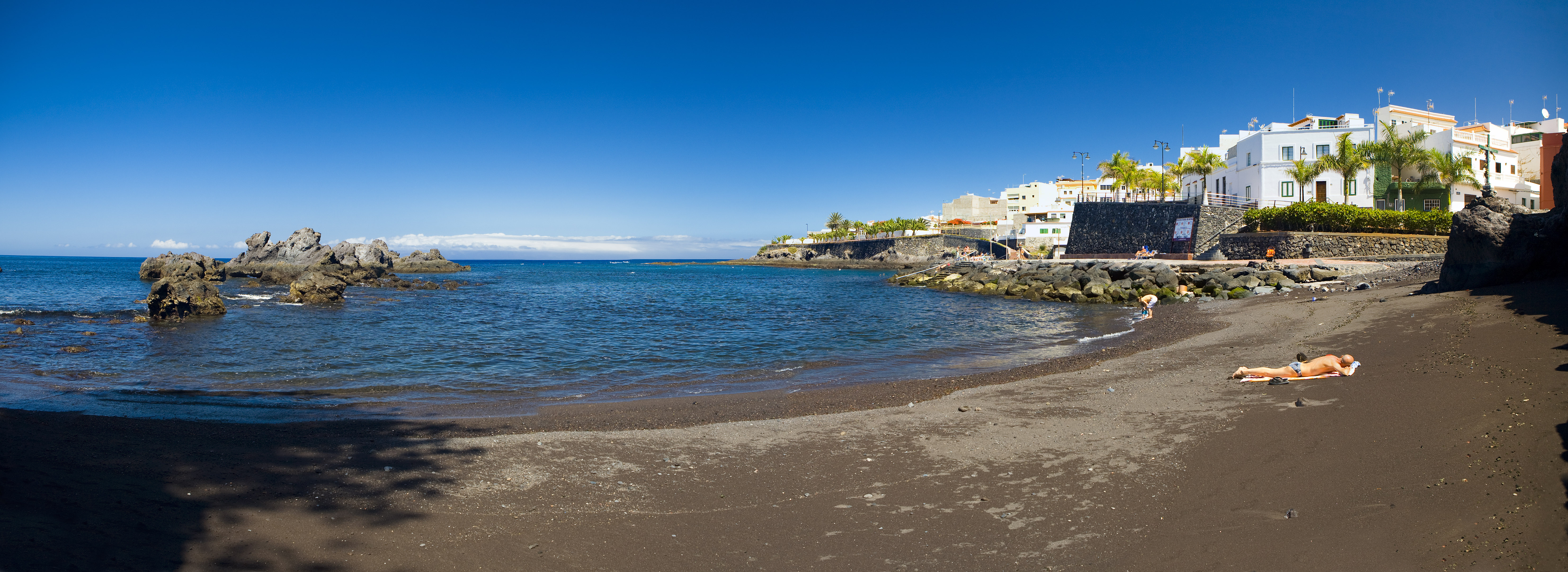
Het noordelijkste lavastrand in Alcalá

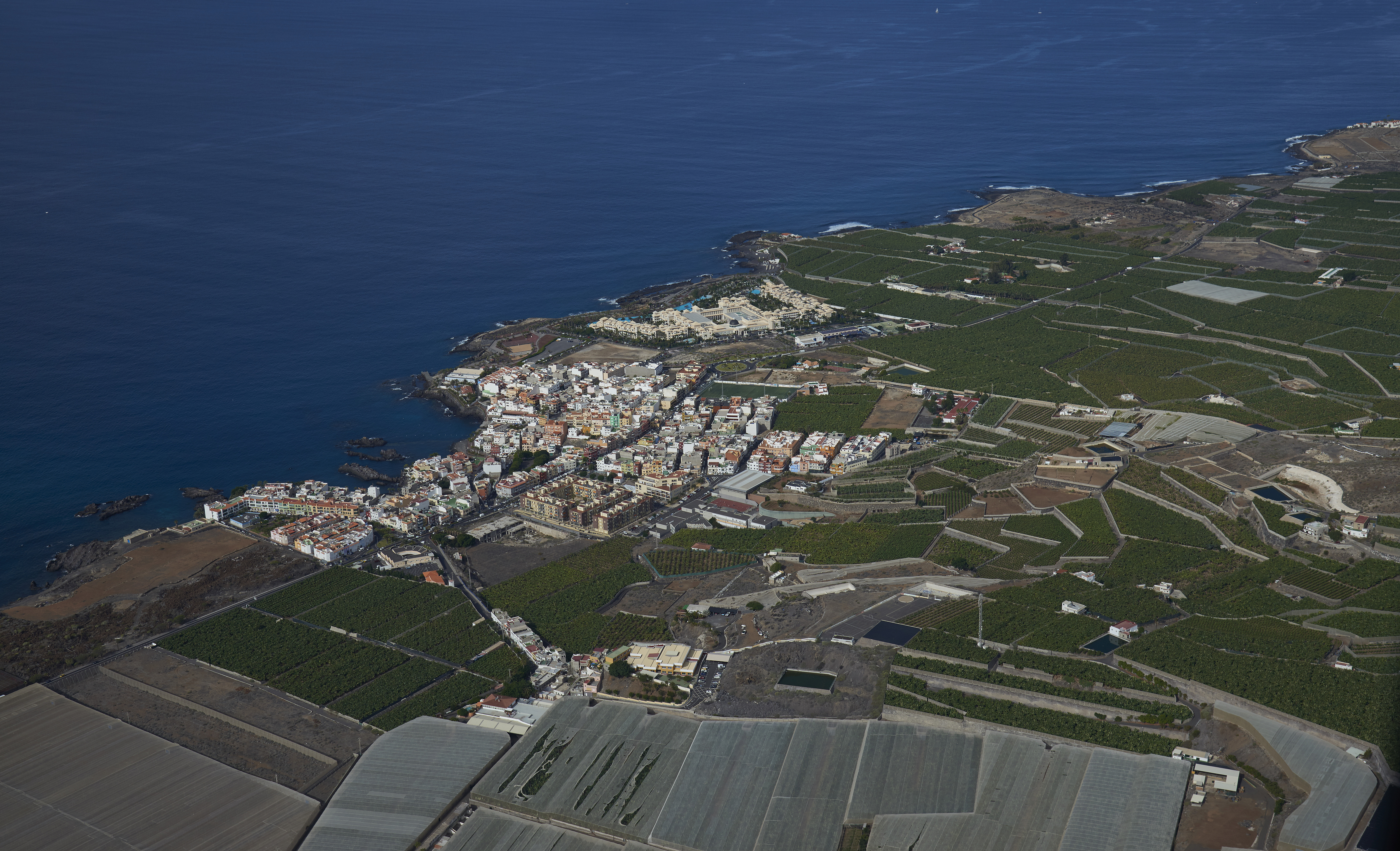
Luchtfoto van Alcalá en hotel Gran Meliá Palacio de Isora